# Irisbus Récréo
Le Récréo est une gamme d'autocar scolaire des constructeurs Renault Trucks, Karosa et Irisbus, lancée en 1997 (C 935) puis en 2002 (C 955) et enfin en 2006 (New Récréo).

## Historique
Fin 1996, Renault VI, qui avait racheté trois ans plus tôt le constructeur tchèque Karosa, commence l'importation des autocars C 935, rebaptisé "Récréo" sur le marché français. Il fut baptisé ainsi, pour faire clin d'oeil au mot "récréation".
En 2002, les marques Renault Trucks, Iveco et Karosa fusionnent et créés la marque Irisbus. Ils décident de moderniser le Récréo C 935 et lancent le Récréo C 955.
En 2006, Irisbus s'emploie à moderniser le véhicule. Il le met aux images des autres véhicules de la marque comme l'Arway ou le Crossway.

### Résumé du Récréo
| Générations                        | Production | Dérivés de chez Karosa, Renault et Irisbus | Modèles similaires |
| ---------------------------------- | ---------- | ------------------------------------------ | ------------------ |
| Renault Récréo C 935 (1997 - 2001) |            | Karosa C 934 ; Renault Tracer              |                    |
| Irisbus Récréo C 955 (2002 - 2005) |            | Karosa C 954 ; Irisbus Ares                |                    |
| Irisbus New Récréo (2006 - 2013)   |            | Irisbus Crossway ; Irisbus Arway           |                    |

### Avant le Récréo

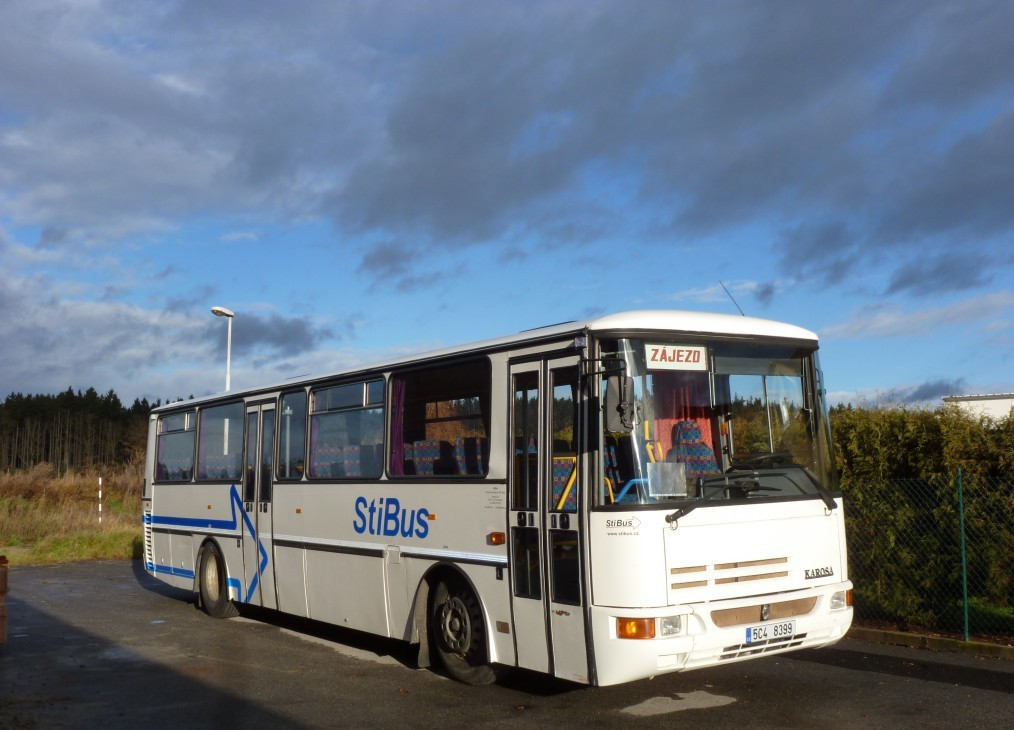
Karosa C 935.

Karosa C 935 (1996) : tout comme les autres véhicules de la série 900, il avait principalement été conçu pour faire de l'interurbain.

## Karosa/Renault Récréo C 935(1997 - 2001)
Le Karosa C 935 a été produit de fin 1996 à 2001 et fut restylée en 1999 (version C 935E). En 1997, Renault Trucks commença à importer ces véhicules afin de proposer un autocar scolaire meilleur marché que le Renault Tracer Liberto. Il portera le nom de Récréo, afin d'évoquer au mot "récréation".

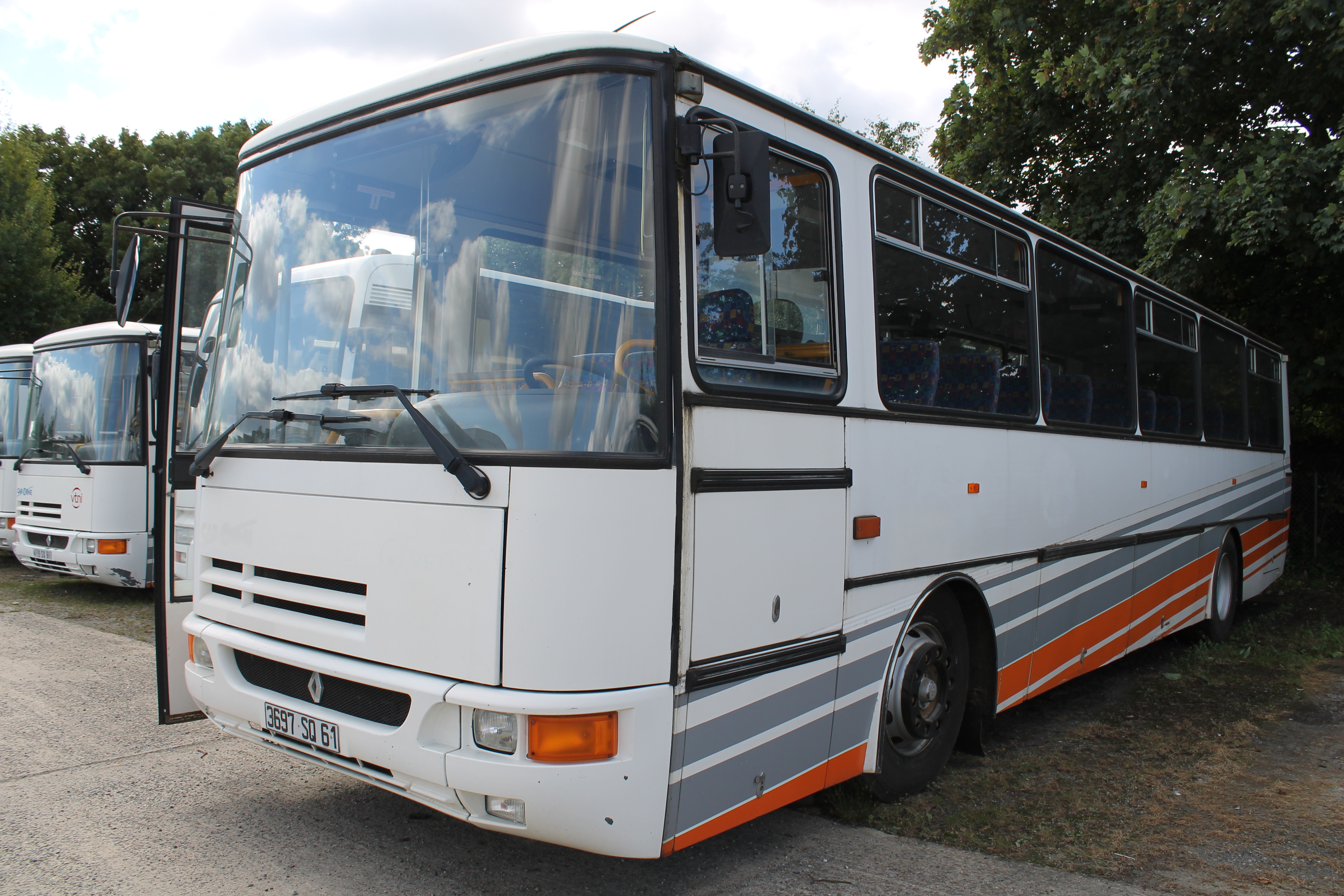
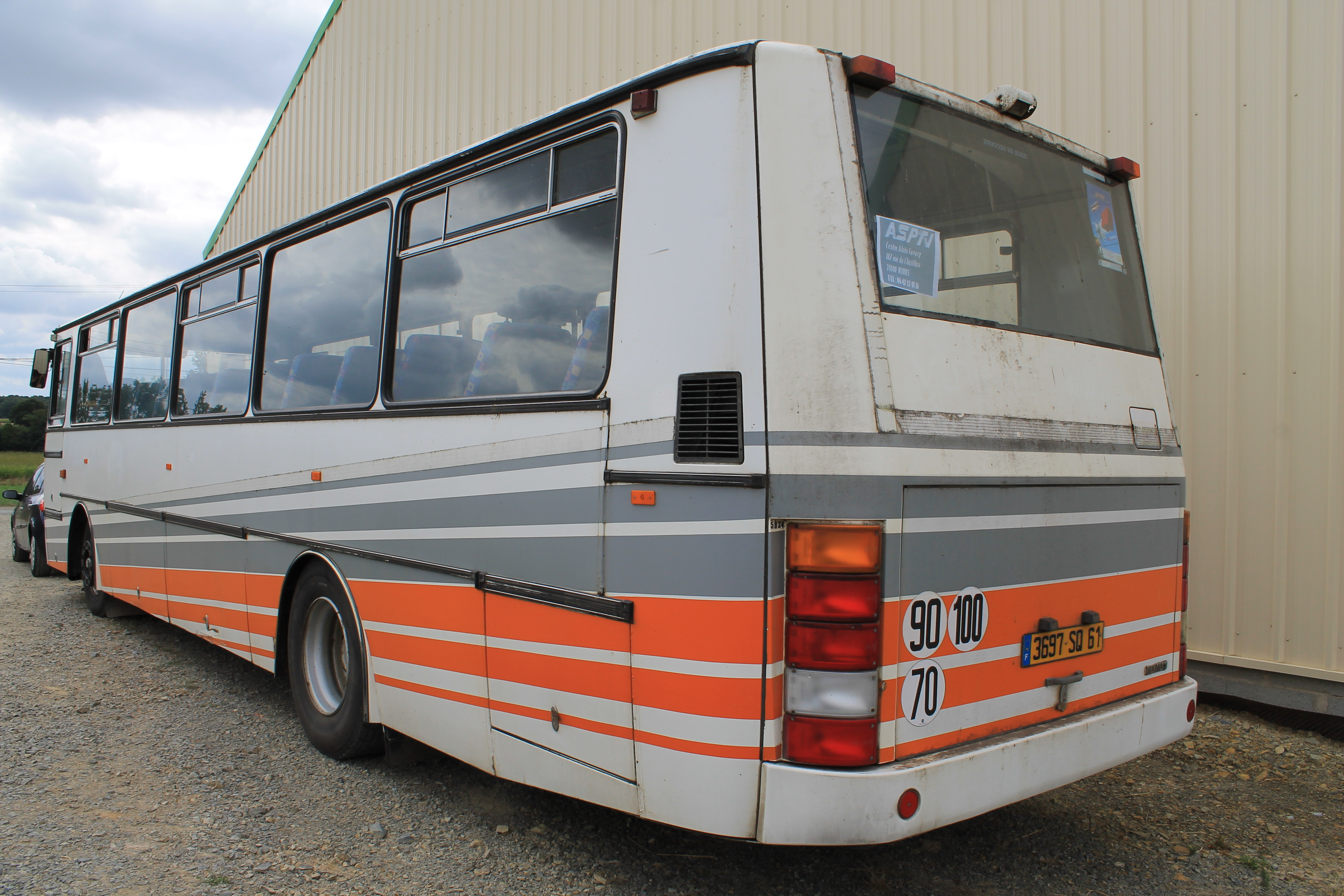
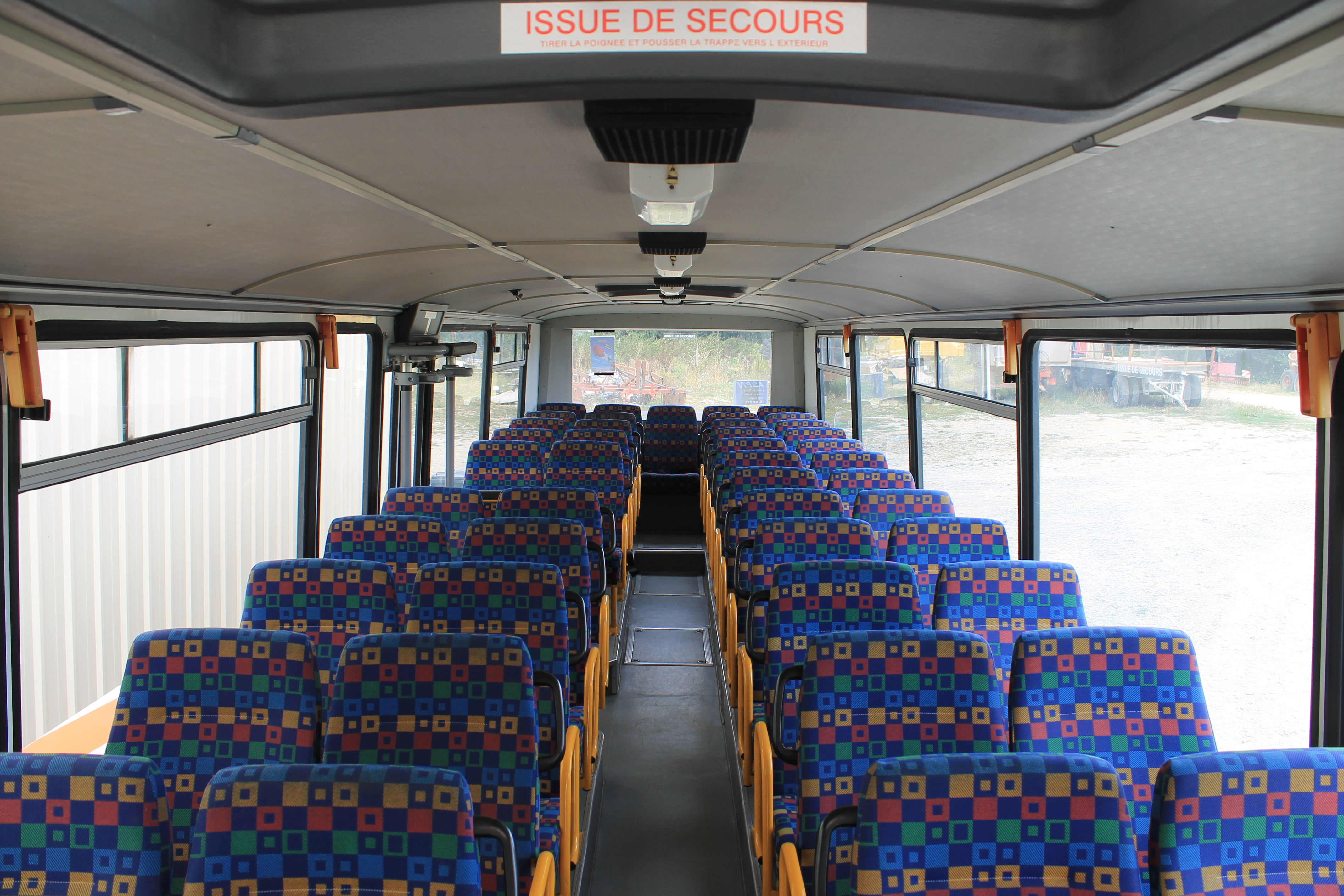
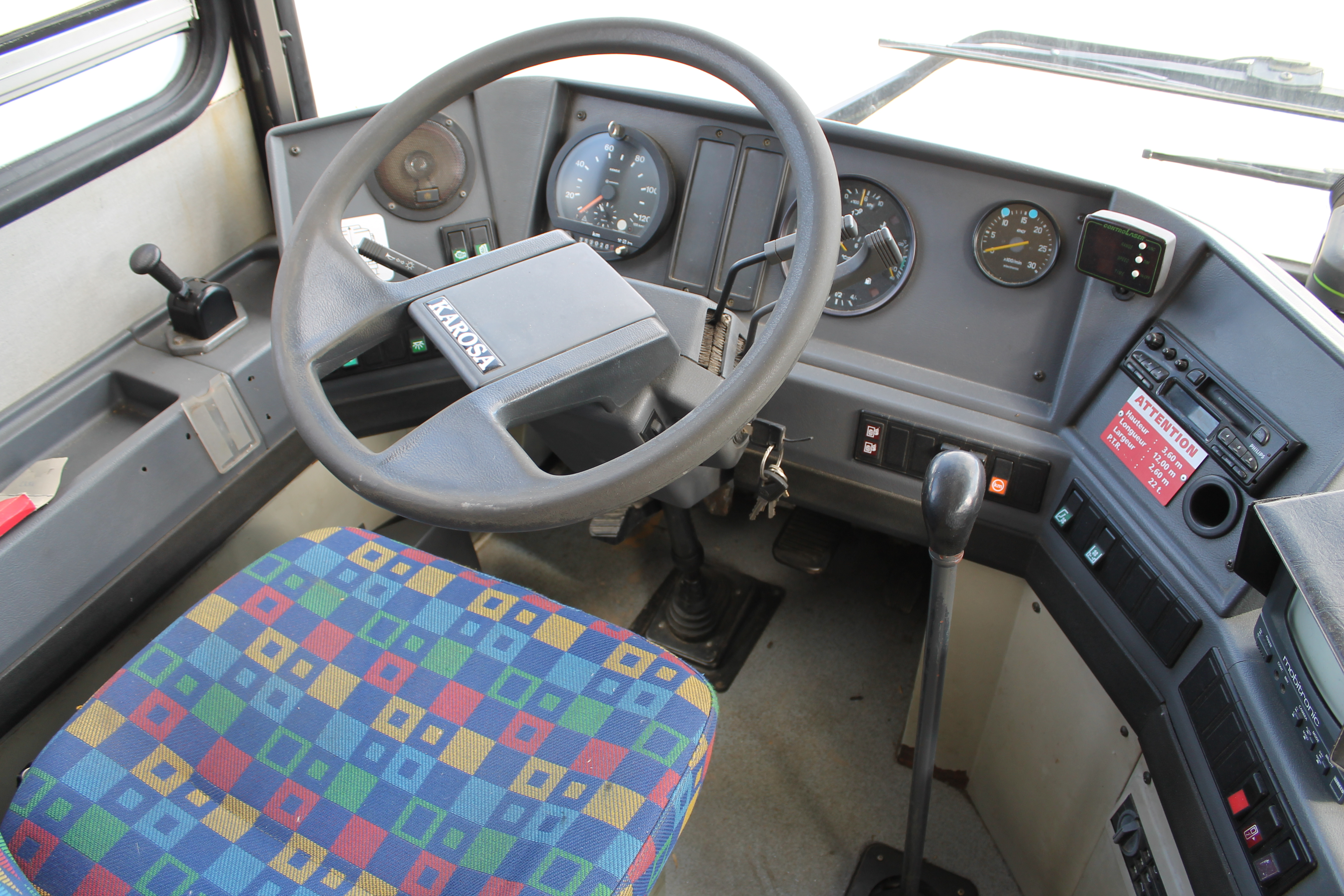

De grands groupes de transport comme Verney, Veolia Transport ou Keolis l'adoptent pour faire du scolaire et le personnalise (caméra de recul, rideaux intérieur…).
D'une longueur de 11,35 mètres, il sera équipé du moteur Renault MIHR 06.20.45 A 41 de 9,8 litres, développant 256 ch (pratiquement identique à celui du Tracer).
À l'intérieur, le poste de conduite est séparé des passagers par une vitre, alors que la planche de bord reprend de nombreux éléments du Tracer (commodos, compte-tours…).
Les origines du Récréo sont toutefois trahies par l'instrumentation, signée KMGY, et l'essieu avant provenant de LIAZ, ancien constructeur tchèque de poids lourds.

### Récréo C 935E

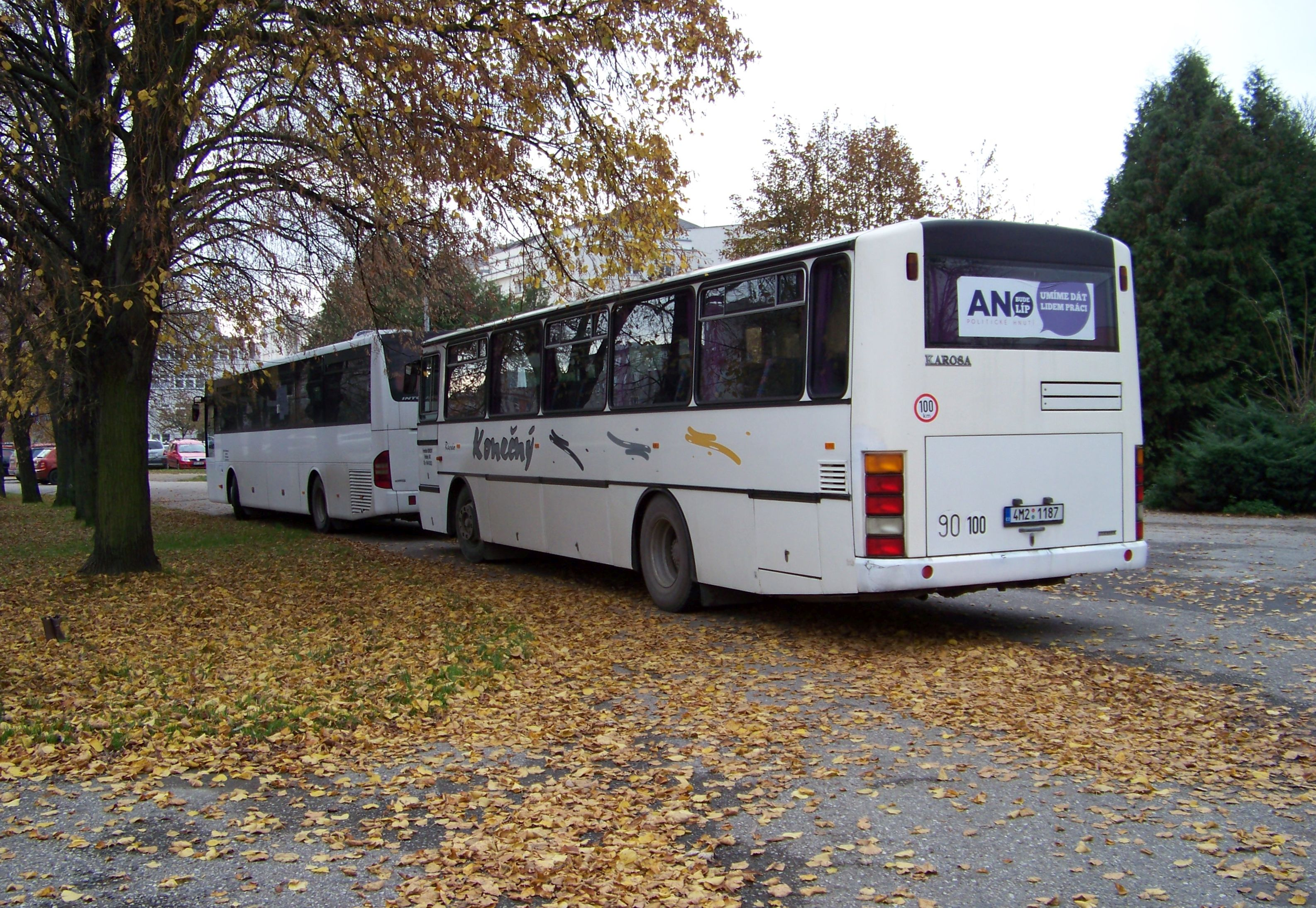
C 935E, face arrière plat.

Le C 935E est la version améliorée du C 935 de base. Cette sous-version à l'arrière "droit" alors que la version de base a la lunette arrière inclinée. Grâce à cela, le véhicule peut avoir une rangée en plus de sièges pour plus de passagers. Les portes et leurs verrouillage est également différent. Les sièges reçoivent également des ceintures de sécurité, devenues obligatoires.

## Karosa/Irisbus Récréo C 955(2002 - 2007)
- Niveau châssis et moteur
  - Il existe en deux longueurs : 12 m (59 places) et 12,72 m (63 places).
  - Il reçoit un moteur Iveco Cursor 8 de 7,8 l, 228 ou 260 kW répondant aux normes Euro 3, en lieu et place de l'ancien bloc Renault.
- Niveau carrosserie / extérieur
  - La partie haute de la face arrière, pentue, devient droite ; dérivée du C 935E.
  - Adoption de vitres collées vers la fin de commercialisation.
  - La vitre arrière diminue d'un quart en hauteur.
  - Il sera muni de feux de gabarit en haut du pare-brise
- Niveau intérieur
  - Rangée de sièges supplémentaires, grâce à la face arrière qui a été modifiée.

En 1999, la division Renault Bus et Iveco Bus Europe fusionnent pour donner naissance à Irisbus.

## Irisbus New Récréo(2006 - 2013)
Irisbus a présenté en 2006 le New Récréo. C'est la dernière version existante, d'ailleurs, beaucoup de monde pensent que le Récréo a été remplacé par le Crossway, mais cela est faux, le Crossway est une gamme au-dessus de celle du Récréo, consacré aux usages scolaires. Le Crossway se situe sur un segment destiné aux lignes régulières et interurbaines.